# NGC 7364
NGC 7364 (również PGC 69630 lub UGC 12174) – galaktyka spiralna (S0-a), znajdująca się w gwiazdozbiorze Wodnika. Odkrył ją William Herschel 1 października 1785 roku. Jest zaliczana do radiogalaktyk.
W galaktyce tej zaobserwowano supernowe SN 2006lc, SN 2009fk i SN 2011im.